# Boodagavi, Koratagere
Boodagavi là một làng thuộc tehsil Koratagere, huyện Tumkur, bang Karnataka, Ấn Độ.